# Fidelinka Subotica
Fidelinka Subotica (ancien code BELEX : FIDL) est une ancienne entreprise serbe qui a son siège social à Subotica, dans la province de Voïvodine. Elle travaillait dans le secteur agroalimentaire.

## Histoire
Fidelinka Subotica a été admise au libre marché de la Bourse de Belgrade le 17 février 2005 ; elle en a été exclue le 6 août 2010 et a fait l'objet d'une procédure de mise en faillite,.

## Activités
Fidelinka Subotica produisait de la farine, des pâtes alimentaires, de l'amidon et toutes sortes de produits pour la boulangerie.